# Ото Портер
Ото Портер Млађи (енгл. Otto Porter Jr.; Сент Луис, Мисури, 3. јун 1993) бивши је амерички кошаркаш. Играо је на позицијама крила и крилног центра.

## Каријера

### Колеџ
Портер је од 2011. до 2013. године похађао Универзитет Џорџтаун. У дресу Џорџтаун хојаса уписао је 64 наступа, а просечно је по мечу бележио 12,8 поена, 7,1 скокова, 2,1 асистенција и 1,5 украдених лопти. За учинак у сезони 2012/13. награђен је признањем за најбољег играча Биг Ист конференције, али и местом у првој постави идеалног тима NCAA. 

### Вашингтон визардси (2013—2019)
На НБА драфту 2013. године Вашингтон визардси су одабрали Портера као 3. пика. Портер је за Визардсе играо до 6. фебруара 2019. године. У лигашком делу укупно је одиграо 384 утакмице, постигао 4121 поен, ухватио 1906 скокова, проследио 553 асистенције и освојио 453 лопте. У плеј-офу укупно је забележио 31 наступ, 310 поена, 195 скокова, 49 асистенција и 39 украдених лопти.

### Чикаго булси (2019—2021)
Дана 6. фебруара 2019. године дошло је до размене између Вашингтон визардса и Чикаго булса. Булси су тада добили Портера, а Визардсима су заузврат проследили Џабарија Паркера, Бобија Портиса и право на пика друге рунде на НБА драфту 2023. године.

## Успеси

### Клупски
- Голден Стејт вориорси:
  - НБА (1): 2021/22.